# Spionage
Spionage er en praksis hvis formål det er at opsnappe hemmeligholdte informationer om andre, for eksempel stater eller firmaer, uden deres viden. En person som begår spionage kaldes en spion og siges at spionere.
I den danske straffelov falder spionage under forskellige af paragrafferne i kapitel 12, "Forbrydelser mod statens selvstændighed og sikkerhed".